# Мемуари гейші (роман)
«Мемуари гейші» (англ. Memoirs of a Geisha) — роман американського письменника Артура Ґолдена 1997 року. У творі від першої особи розповідається вигадана історія про гейшу, що працює в Кіото, Японія, до і після Другої світової війни. Роман знайомить читача з багатьма японськими традиціями та з культурою гейш.
2005 року за книгою знято однойменний фільм, головну роль в якому виконала китайська акторка Чжан Цзиї.

## Сюжет
Роман починається з вступної записки вигаданого перекладача Нью-Йоркського університету, професора Якоба Хаархуіса, який є автором роману про гейш та людиною, що взяла інтерв'ю в однієї з колишніх гейш на ім'я Нітта Саюрі, яка розповідає йому про своє життя.
«Дівчинка із бідної японської сім'ї Нітта Саюрі, рятуючись від злиднів, потрапила до світу гейш. Тоді вона не могла й подумати, що колись її назвуть найвідомішою гейшою ХХ століття. Її шлях буде важким і довгим, повним безнадійних розчарувань і романтичних почуттів. Вона нікому не розповідатиме про своє життя, а тим більше — про дитинство, проведене у маленькому містечку Йороідо на узбережжі Японського моря, бо ж людям подобається легенда про те, що і її мама, і бабуся були гейшами. Саюрі порине у цей закритий від сторонніх очей світ з головою, зазнає і страшних страждань, і чарівної насолоди, вона зустріне людей, які дуже вплинуть на її життя, а, може, і подарують справжню любов».